# Liste der Stolpersteine im Tennengau

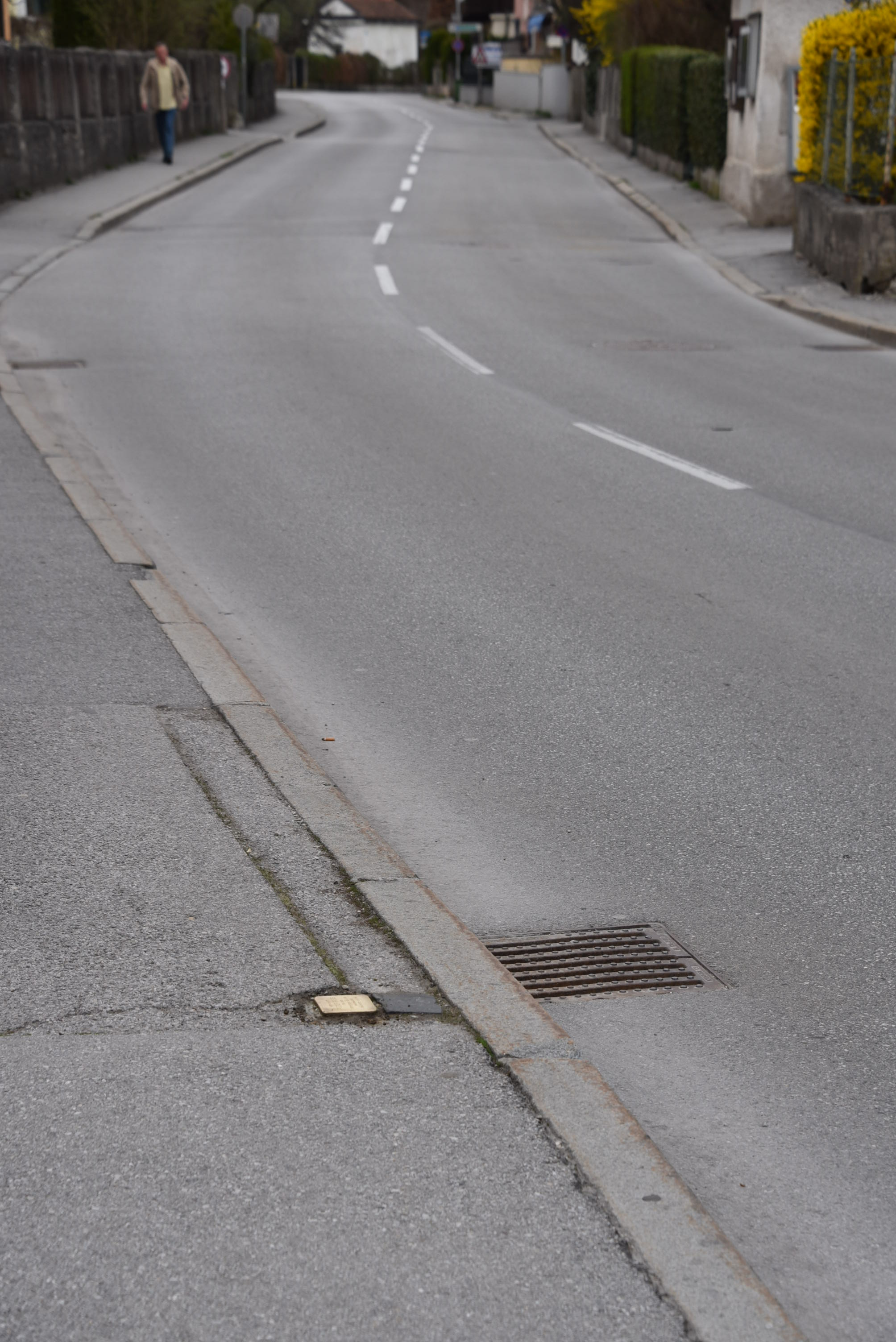
Stolperstein in Hallein

Die Liste der Stolpersteine im Tennengau enthält eine Aufstellung der Stolpersteine im Bezirk Hallein, früher Tennengau. Stolpersteine erinnern an das Schicksal der Menschen, die von den Nationalsozialisten ermordet, deportiert, vertrieben oder in den Suizid getrieben wurden. Die Stolpersteine wurden von Gunter Demnig verlegt.
Im Regelfall werden die Stolpersteine vor dem letzten selbstgewählten Wohnort des Opfers verlegt. Die ersten Verlegungen in Hallein und in der Katastralgemeinde Bad Dürrnberg erfolgten am 20. April 2013.

## Konzept
Die Verlegungen der Stolpersteine in diesem politischen Bezirk erfolgen durch die überparteiliche Plattform Personenkomitee Stolpersteine Hallein. Als Ziel nennt die Initiative: „Das Projekt richtet sich gegen das Vergessen. Es will die Erinnerung an die Vertreibung und Vernichtung von politisch Verfolgten, von Euthanasieopfern, von Juden, von Roma und Sinti, von Homosexuellen und von Zeugen Jehovas im Nationalsozialismus lebendig erhalten.“ Das Projekt finanziert sich über Patenschaften von Einzelpersonen und Institutionen.
Die Verlegungen erfolgten in Bad Dürrnberg und Hallein am 20. April 2013 sowie erneut in Hallein am 3. Juli 2014 und am 15. Juli 2015. Bis zu diesem Zeitpunkt wurden 17 Stolpersteine verlegt. Die bisher letzte Verlegung erfolgte am 25. November 2016. Die Stolpersteine von Hallein sind – da es in Hallein im Jahre 1938 offenbar nur einen Juden gab – fast ausschließlich Opfern der T4-Aktion und des politischen Widerstands gegen das NS-Regime gewidmet.

## Ermordung von Menschen mit Behinderungen und psychischen Erkrankungen im NS-Regime

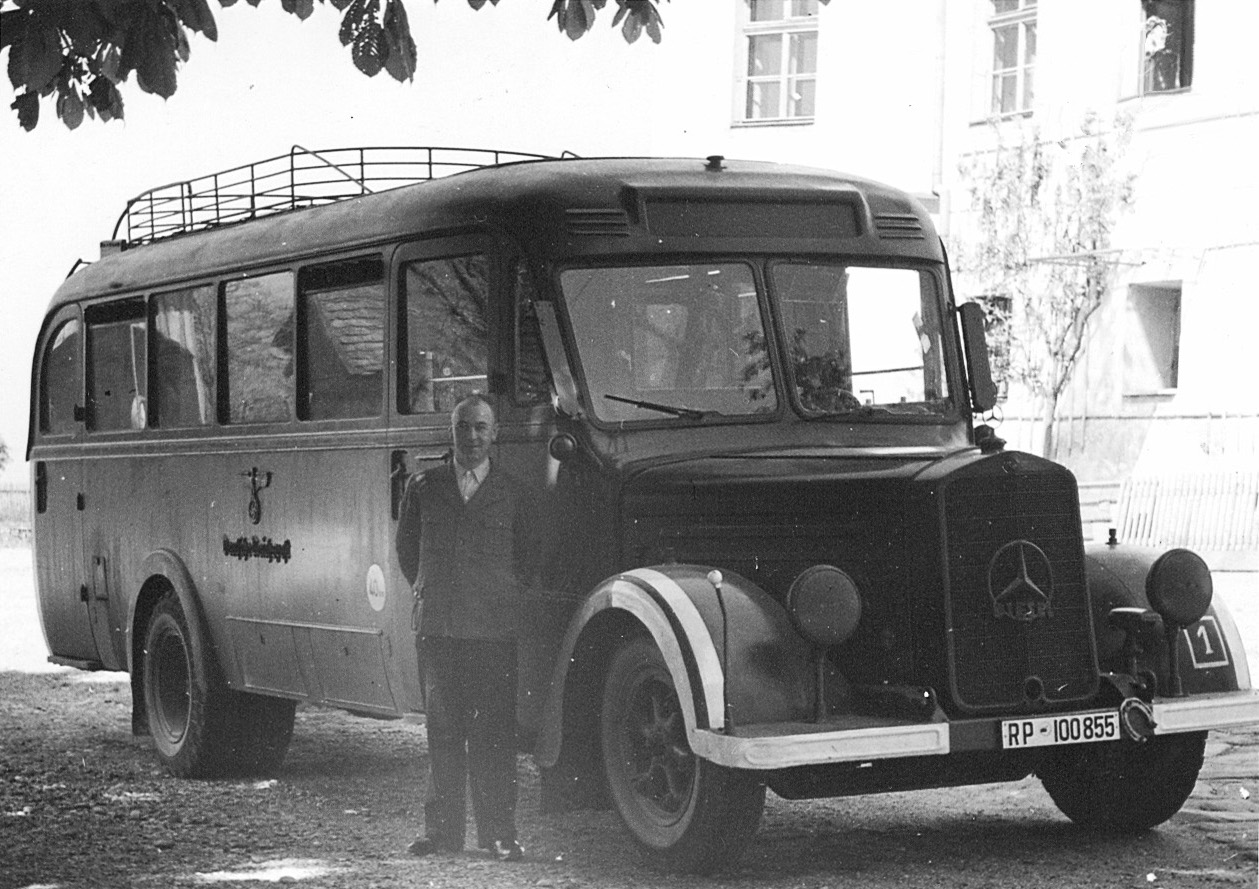
Einer der Omnibusse (etwa 1940) zur Tötungsanstalt Hartheim

„Am Nachmittag des 16. April 1941 fuhren in der Salzburger Landesheilanstalt in Lehen zum ersten Mal die grauen Busse der »Gemeinnützigen Krankentransport GmbH« vor“, schreibt Walter Reschreiter im März 1998 in Kunstfehler. Reschreiter wurde in den 2010er Jahren einer der Initiatoren des Projekts Stolpersteine Hallein. Dieser Transport betraf 68 Patientinnen der Frauenabteilung, die vom Pflegepersonal bereits auf ihre „kriegsbedingte Verlegung“ vorbereitet worden waren. Wenige Tage zuvor war aus Berlin eine Liste übermittelt worden, auf der die Namen dieser Frauen standen. Erste Station des Transports war die Linzer Anstalt Niedernhart, der heutige Neuromed Campus. Am nächsten Tag wurden die Frauen ins Schloss Hartheim gebracht, einen Renaissancebau in Alkoven bei Linz, der bis 1940 als Pflegeanstalt für Menschen mit Behinderungen diente und auch nach Auflösung der Pflegeanstalt sowie Beginn der Aktion T4 als Pflegeanstalt getarnt wurde. Dies war bezeichnend für den Zynismus der Nationalsozialisten, handelte es sich doch ab Mai 1940 ausschließlich um eine Tötungsanstalt, in welcher bis Dezember 1944 rund 30.000 Menschen mit Behinderungen und psychischen Erkrankungen, arbeitsunfähige KZ-Häftlinge sowie zivile Zwangsarbeiter ermordet wurden.
„Dort angekommen mußten sich alle Frauen entkleiden und wurden der Reihe nach einer abschließenden medizinischen Untersuchung unterzogen.“ Währenddessen wurde bereits eine passende Todesursache im Meldebogen vermerkt, beispielsweise Lungenentzündung. Wer Goldzähne hatte, wurde mit einem Kreuz gekennzeichnet. Danach wurden die Patientinnen fotografiert, jeweils dreifach – Totale, Gesicht von vorne, Profil. Danach wurden die Behinderten in den Duschraum gedrängt. Die Türe wurde verschlossen und Kohlenmonoxid wurde eingeleitet. Es begann qualvolles Sterben: „Viele schrien, andere klopften verzweifelt gegen die Türen. Bald rangen die Eingeschlossenen krampfhaft nach Luft. Die ersten sackten zusammen, fielen zu Boden, mit weit aufgerissenen Mündern (…).“ In den Durchführungsbestimmungen für den beobachtenden Arzt stand die Anweisung: „Gaszufuhr bis keine Bewegung mehr feststellbar ist.“ Danach wurde die Gaskammer entlüftet und mussten die Leichen an den Extremitäten zum Krematorium geschleift werden. Die Öfen waren bereits aufgeheizt, bis zu acht Körper wurden auf einmal verbrannt. Aus dem Kamin entwich übel riechender schwarzer Rauch, die Asche der Toten wurde in der Donau entsorgt oder vergraben. Den Angehörigen wurden die Todesnachrichten übermittelt: „Zu unserem Bedauern müssen wir Ihnen mitteilen, daß ihre Tochter (…), die vor kurzem auf ministerielle Anordnung (…) in unsere Anstalt verlegt wurde, am 23. April unerwartet an einer schweren Lungenentzündung verstorben ist.“ Für Schreiben dieser Art wurde in Schloss Hartheim eine eigene Trostbriefabteilung eingerichtet. Zur Täuschung der Angehörigen wurden aber auch Todesart und -ort in den Sterbedokumenten systematisch verfälscht. Beispielsweise wurden Totenscheine eines „Standesamts Cholm, Post Lublin“ in der Berliner Tiergartenstraße 4 ausgestellt, der Zentrale der Aktion T4, dann mit Kurier nach Lublin gebracht und dort zur Post gegeben.

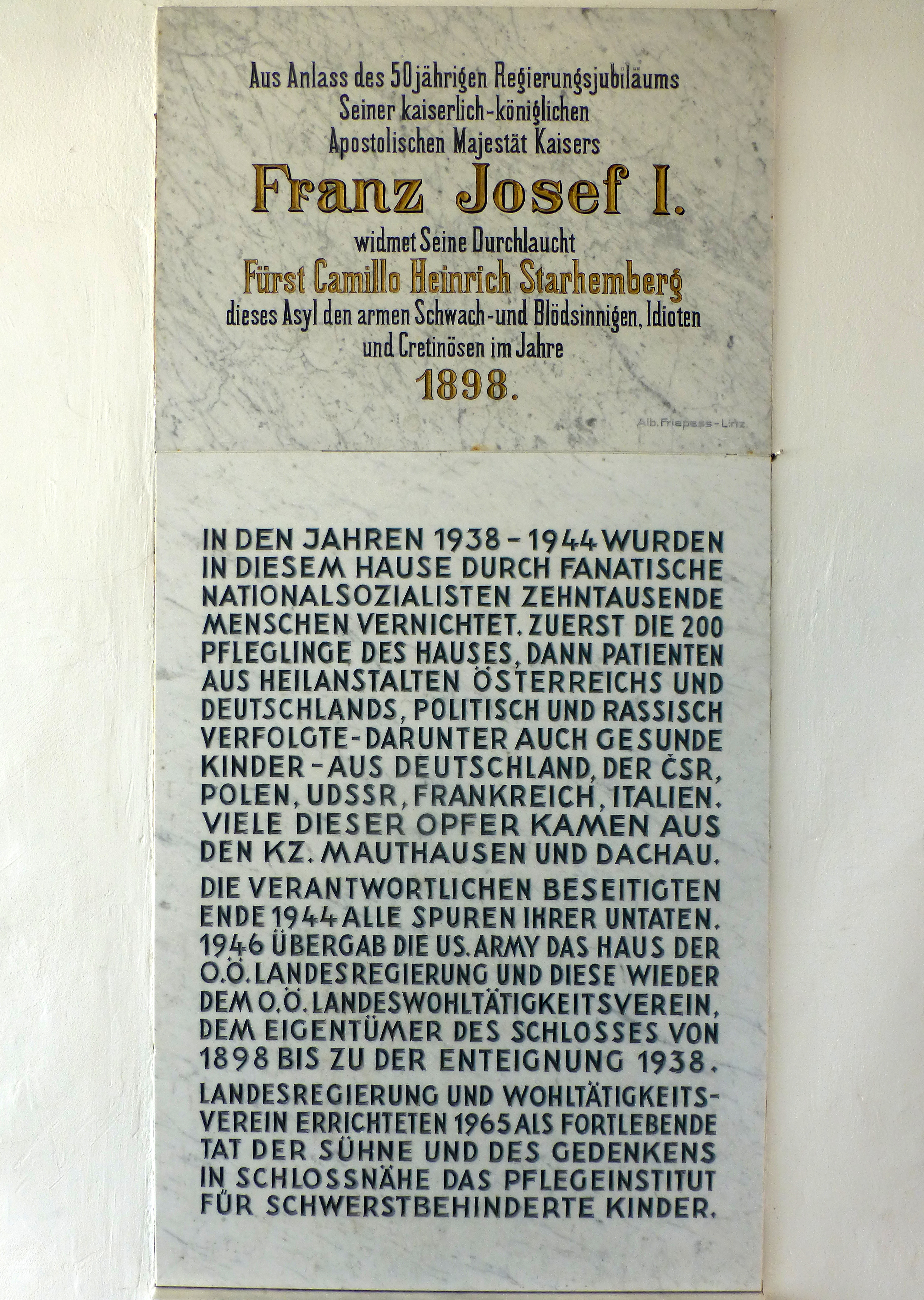
Gedenktafeln in Schloss Hartheim

Die ersten drei Transporte aus Salzburg am 16., 17. und 18. April 1941 konnten von den NS-Tätern ohne Widerstände durchgeführt werden. Doch sprachen sich bald Todesmeldungen bei Patienten und Angehörigen herum und schon beim vierten Transport am 21. Mai 1941 soll es zu dramatischen Szenen gekommen sein. 85 Pfleglinge aus der Landesheilanstalt für Geistes- und Gemütskranke in Salzburg-Lehen wurden mit diesem letzten Transport in die Tötungsanstalt Hartheim gebracht. Im Gedächtnisprotokoll des Leiters der Frauenabteilung der Landesheilanstalt Salzburg, hier zitiert nach der Website Stolpersteine Salzburg, heißt es:

„Ebenfalls so erschütternd war ein anderer Fall einer an sich intelligenten Frau aus der 1. Verpflegsklasse, einer Schriftstellerin [ Anna Maria Wahl ], die tags vorher in die Zelle gesperrt werden musste, damit sie das Inventarisieren nicht wahrnähme und dadurch nicht in Unruhe gerate. Als diese von der Begleitmannschaft aus der Frauenklinik in den Wagen gezerrt wurde, schrie sie mit gellender Stimme: »Mein, spricht der Herr, ist die Rache!«“

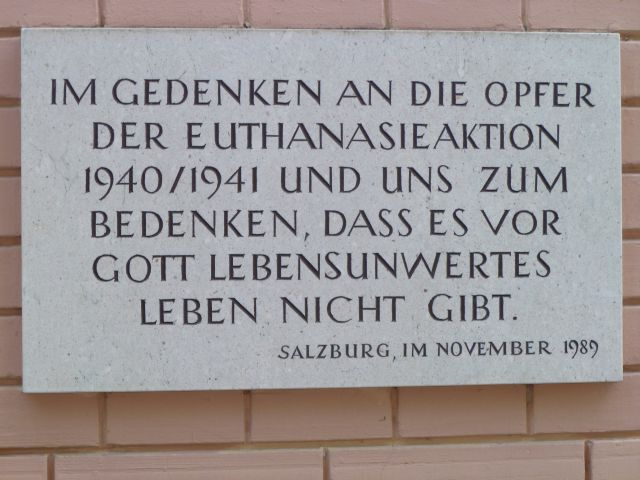
Gedenktafel für die Salzburger Opfer der T4-Aktion, 1989

Aus dem Bundesland Salzburg wurden zumindest 262 behinderte Kinder und Erwachsene im Rahmen der Kinder-Euthanasie und der T4-Aktion vom NS-Regime ermordet, davon zumindest 27 aus Hallein. Insgesamt fielen der sogenannten Euthanasie in Deutschland und Österreich über 70.000 Menschen – psychisch Kranke, Behinderte, chronisch Kranke und „rassisch“ Unerwünschte – in den sechs Vernichtungsanstalten Bernburg an der Saale, Brandenburg an der Havel, Grafeneck, Hadamar, Hartheim und Pirna-Sonnenstein zum Opfer. Nach einer Statistik wurden in der Tötungsanstalt Hartheim in den 16 Monaten zwischen Mai 1940 und 1. September 1941 insgesamt 18.269 Menschen in einer Gaskammer ermordet: Insgesamt wird die Anzahl der im Schloss Hartheim Ermordeten auf über 30.000 geschätzt. Unter den Ermordeten waren neben kranken und behinderten Menschen auch Häftlinge aus Konzentrationslagern, ausländische Zivilarbeiter und 332 Priester. Die Tötungen erfolgten mit dem farb-, geruch- und geschmacklosen giftigen Gas Kohlenmonoxid. Mit der Durchführung der geheimen und getarnten Massentötungen war ein verschachteltes System verschiedener Tarnorganisationen betraut, dessen Fäden in der Führerkanzlei zusammenliefen. Die Berliner Zentralstelle befand sich in der Tiergartenstraße 4, daher erhielt die Euthanasieaktion die Kurzbezeichnung »T4«. Die Verantwortlichen agierten ohne eigentliche Rechtsgrundlage und stützten sich juristisch ausschließlich auf einen Führererlass, wonach „die Befugnisse namentlich zu bestimmender Ärzte so zu erweitern (sind), daß nach menschlichem Ermessen unheilbar Kranken bei kritischer Beurteilung ihres Krankenzustandes der Gnadentod gewährt werden kann.“ Diese Ermächtigung wurde von Hitler auf den 1. September 1939, den Beginn des Zweiten Weltkrieges, rückdatiert. Dieses Datum steht somit symbolisch für den Beginn des Krieges gegen die psychisch Kranken.

## Ermordung politisch Andersgesinnter durch das NS-Regime
Die Nationalsozialisten sahen zunächst in der organisierten Arbeiterbewegung ihren Hauptgegner, weshalb sie in einem ersten Schritt zur Machtfestigung die KPD, die SPD, die kleineren kommunistischen und sozialistischen Parteien sowie die freien Gewerkschaften verboten und zerschlugen. Deren Führungsriegen wurden misshandelt und in „Schutzhaft“ genommen. Überall im Reich entstanden provisorische Haftorte der SA, in denen politische Gegner festgehalten und gefoltert wurden. Ein erstes Konzentrationslager des später dann planmäßig und zentralstaatlich eingerichteten Lagersystems der SS wurde in Dachau errichtet. Es wurde in den Medien bekannt gemacht und gegenüber der Bevölkerung als „Polizeimaßnahme“ für „politische Kriminelle“ begründet. Eine große Zahl der in den Lagern Inhaftierten fiel den Haftbedingungen zum Opfer. Obwohl die NSDAP bei der Reichstagswahl am 5. März 1933 die absolute Mehrheit verfehlte, verschaffte sie sich diese, indem sie die von der KPD gewonnenen Sitze vor der ersten Reichstagssitzung annullierte und die Reichstagsabgeordneten verhaftete, sofern diese nicht rechtzeitig geflohen oder in den Untergrund gegangen waren. SA-Mitglieder in den Reichstagssitzungen dienten der Einschüchterung der verbliebenen Abgeordneten.
Folter und Mord als Mittel der Machtergreifung und -erhaltung war zentrale Praxis der NSDAP. Exemplarisch demonstriert wurde dies von Hitler persönlich im Rahmen der Mordserie vom 30. Juni und 1. Juli 1934, vom damaligen Propagandaminister Goebbels publizistisch als Röhm-Putsch dargestellt, schaltete alle verbliebenen Konkurrenten Hitlers auf einen Schlag aus. Ermordet wurden Hitlers Amtsvorgänger Kurt von Schleicher, der SA-Chef Ernst Röhm und der frühere NSDAP-Reichsorganisationsleiters Gregor Strasser. Kaltgestellt wurde – durch Ermordung seiner engsten Mitarbeiter von Bose und Jung – Hitlers Vizekanzler Franz von Papen, welcher unmittelbar nach der Mordserie demissionierte und als Gesandter nach Österreich ging. Die Mörder wurden am 3. Juli, also nachträglich, formal durch ein von Hitler (nach den Bestimmungen des Ermächtigungsgesetzes) erlassenes Gesetz, das Gesetz über Maßnahmen der Staatsnotwehr (Reichsgesetzblatt I S. 529) legitimiert. Der einzige Artikel des Gesetzes lautete: „Die zur Niederschlagung hoch- und landesverräterischer Angriffe am 30. Juni, 1. und 2. Juli 1934 vollzogenen Maßnahmen sind als Staatsnotwehr rechtens.“ Deutschland war damit zu einem Staat mit Willkürherrschaft geworden, in dem die Meinung des Führers Gesetz war und das rechtsstaatliche Rückwirkungsverbot nicht mehr galt. Hitler machte sich durch die Erschießung ohne Gerichtsurteil zum Richter über Leben und Tod und, wie er es selbst ausdrückte, zum „obersten Gerichtsherren“, wodurch die Justiz offen erkennbar gleichgeschaltet war.
Diese Praxis wurde in allen vom NS-Regime okkupierten Gebieten nahtlos fortgesetzt, teilweise sogar massiv verschärft. Für ein Todesurteil reichten in der Schlussphase des Regimes bereits eine abfällige Bemerkung über den Führer, das Ahören von sogenannten Feindsendern oder eine Spende für die Rote Hilfe Österreichs. Zumindest 110.000 Österreicher und Österreicherinnen fielen der Verfolgung durch das nationalsozialistische Regime zum Opfer – darunter 66.000 Jüdinnen und Juden, nahezu 8.000 Roma und Sinti, weiters die Opfer der Aktion T4, Widerstandskämpfer, Zeugen Jehovas, Homosexuelle, Kriegsdienstverweigerer und Deserteure oder Menschen, die den Normen des NS-Staates nicht entsprachen.

## Liste der Stolpersteine

### Bad Dürrnberg
In der Halleiner Katastralgemeinde Bad Dürrnberg wurde folgender Stolperstein verlegt:
| Stolperstein | Inschrift                                                                                 | Verlegeort                                           | Name, Leben |
| ------------ | ----------------------------------------------------------------------------------------- | ---------------------------------------------------- | --- |
|              | HIER WOHNTE URSULA SANDGATHE JG. 1940 DEPORTIERT 17.12.1942 AM SPIEGELGRUND ERMORDET 1943 | Hellstraße · Vor der Busstation nahe der Feuerwehr · | Ursula Sandgathe wurde am 14. Mai 1940 in Oberhausen im Rheinland geboren. Sie war das jüngste von vier Kindern von Georg Sandgathe und seiner Frau. Nach schweren Bombenangriffen traten bei der Einjährigen erstmals Krämpfe auf, die im Laufe der Zeit stets stärker wurden und bisweilen zu Bewusstlosigkeit führten. Auf der Suche nach Schutz vor Fliegerangriffen kam die Familie nach Hallein und fand am Dürrnberg Unterkunft. Trotzdem verschlechterte sich der Gesundheitszustand der kleinen Ursula, Anfälle und Panikattacken häuften sich und sie musste im Landeskrankenhaus Salzburg aufgenommen werden. Die Ärzte konstatierten „Aussichtslosigkeit“ und entließen sie nach einigen Wochen, woraufhin der Amtsarzt vom Gaufürsorgeamt mit der Begutachtung des Kleinkindes beauftragt wurde. Dieser begründete seinen Antrag auf Unterbringung in einer Anstalt so: „Das Kind ist durch seinen Zustand für die Familie untragbar, die Eltern leben mit noch drei Kindern in Miete, da sie aus luftgefährdetem Gebiet kommen und nur 6 m² zur Verfügung haben“. Am 17. Dezember 1942 folgte Ursulas Überstellung vom KH Hallein in die sogenannte Heil- und Pflegeanstalt Am Spiegelgrund in Wien, die in Wirklichkeit eine Tötungsanstalt für die Zwecke nationalsozialistischer Rassenhygiene darstellte. Am 23. Dezember 1942 meldete der Anstaltsarzt Heinrich Gross das Kleinkind beim „Reichsausschuss“ in Berlin zur Tötung an. Am 17. Jänner 1943 erbat die Mutter brieflich Auskunft über den Gesundheitszustand ihrer Tochter. Am 20. Februar 1943 wurde eine schmerzhafte Pneumoenzephalografie durchgeführt. Bei dieser teilweise tödlich verlaufenden Untersuchung wurde in die Hirnventrikel Luft gepumpt, um so Röntgenbilder erstellen zu können. Am 1. März erging eine sogenannte Schlechtmeldung an die Eltern, die sofort antworteten, es „ist der Wunsch unser aller, das Kind Ursula wieder zurückzuholen“. Am 5. März 1943 starb Ursula Sandgathe um die Mittagszeit. |

### Hallein
In der Stadt Hallein wurden folgende Stolpersteine verlegt:
Die Tabelle ist teilweise sortierbar; die Grundsortierung erfolgt alphabetisch nach dem Familiennamen.
| Stolperstein | Inschrift | Verlegeort                                                                                   | Name, Leben |
| ------------ | --- | -------------------------------------------------------------------------------------------- | --- |
|              | HIER WOHNTE RICHARD ASPÖCK JG. 1919 DEPORTIERT 13.1.1941 SCHLOSS HARTHEIM ERMORDET 1941                           | Sulzeneggstraße 2 ·                                                                          | Richard Aspöck wurde am 14. Juni 1919 in Salzburg als jüngstes Kind einer Notarsfamilie geboren. Eine seiner drei Schwestern starb mit fünf Jahren an der Spanischen Grippe, auch Richard erkrankte daran. Er wurde von 1925 bis 1928 im Franziskanerkloster St. Anton im Pinzgau untergebracht, lebte dann bis zu deren Tod bei den Eltern und kam 1939 in die Evangelische Diakonissen-Anstalt Gallneukirchen, wo er in der Gärtnerei arbeitete. Seine Schwester Hilda wurde vom Amtsgericht Urfahr 1940 zum Vormund bestellt. Im ärztlichen Gutachten war zu lesen, dass er „geistesschwach, schwerhörig, am rechten Ohr taub“ sei. Eine Änderung im Aufenthalt wurde als nicht erforderlich angesehen. Doch der Gaufürsorgeverband Hallein verfügte „dass Richard Aspöck […] in das Versorgungshaus Kuchl überführt wird, weil die Kosten […] wesentlich niedriger sind.“ Hilde Aspöck wollte die Verlegung verhindern und war bereit, „für alle Bedürfnisse ihres Bruders aufzukommen.“ Das Angebot war vergebens. Am 13. Jänner 1941 wurde Richard Aspöck in die Tötungsanstalt Hartheim deportiert und dort ermordet. Die Täuschungsmanöver der Nationalsozialisten liefen über die Heilanstalt Sonnenstein bei Pirna, von der aus die Schwester über den Zustand des Bruders getäuscht wurde und schließlich eine Sterbeurkunde mit der Todesursache Ruhr und die Asche des Bruders zugesandt bekam. Ende Februar 1941 wurde die Urne am Halleiner Friedhof beigesetzt. |
|              | HIER WOHNTE ANTONIE BRUNAUER JG. 1902 DEPORTIERT 16.4.1941 SCHLOSS HARTHEIM ERMORDET 1941                         | Schöndorferplatz 7 ·                                                                         | Antonie Brunauer, geb. Scheibl, wurde am 24. Dezember 1902 in Salzburg-Itzling geboren. Laut Krankenakt soll sie „ausgestiftet“ worden sein, d. h. als lediges Kind (beispielsweise einer Magd) im Alter von sechs bis acht Jahren einer Bauernfamilie übergeben worden sein. Dort wurde sie verpflegt, musste aber am Hof arbeiten. Ihre Schulleistungen sollen mittelmäßig gewesen sein. Nach der Schule arbeitete sie als Magd und Haushaltgehilfin, 1922 heiratet sie Josef Brunauer, einen Halleiner Fabrikarbeiter. Im November 1933 wurde sie wegen Angstzuständen und paranoiden Ideen in der Salzburger Landesheilanstalt aufgenommen. Ihr Ehemann sagte beim Aufnahmegespräch: „Mehr ruhige Frau, liebt die Arbeit, die Stimmungslage eine ausgeglichene […] Im Jänner 1933 begann die Frau krankhafte Ideen zu äußern […] sie verdächtigte die verschiedensten Personen, dass sie ihr Gift geben wollten.“ Antonie Brunauer durfte daraufhin die Klinik nicht mehr verlassen, die Diagnose lautete paranoide Schizophrenie. Die Krankengeschichte schilderte sie als „vollkommen uneinsichtig“, weil sie immer wieder forderte, zurück nach Hause gehen zu dürfen. Ab 1939 gab es alljährlich nur mehr einen Eintrag: „Unverändert, katatone Erregungszustände, immer in Bettbehandlung.“ Am 16. April 1941 wurde sie in die Tötungsanstalt Hartheim deportiert und dort ermordet. Ihre Krankengeschichte findet sich im Bundesarchiv Berlin. |
|              | HIER WOHNTE JOSEF BÜRZER JG. 1905 DEPORTIERT 16.2.1942 DACHAU ERMORDET 18.5.1942                                  | Griesmeisterstraße 20 ·                                                                      | Josef Bürzer wurde am 9. März 1905 in Salzburg geboren. Er war Tischlergehilfe und Mitglied der KPÖ, die bereits im Ständestaat verboten war. Zuletzt wohnte er im Haus Griesrechen 373, heute Griesmeisterstraße 20. Im Juli 1937 schloss er sich der XI. Internationalen Brigaden im Spanischen Bürgerkrieg an, die später Thälmann-Brigade genannt wurde. Er soll in Madrid vom Servicio de Investigación Militär, dem Militärischen Abwehrdienst der Spanischen Republik, verhaftet worden sein. Ab 16. Februar 1942 war er im KZ Dachau interniert und dort verstarb er auch am 18. Mai 1942 im Alter von 37 Jahren. |
|              | HIER WOHNTE OSKAR DOPPELREITER JG. 1905 DEPORTIERT 17.4.1941 SCHLOSS HARTHEIM ERMORDET 1941                       | Captain-Edward-Partington-Straße 18 ·                                                        | Oskar Doppelreiter wurde am 25. Jänner 1905 in St. Ulrich in Kärnten geboren. Das Datum seiner Einweisung in die Salzburger Landesheil- und Pflegeanstalt ist nicht bekannt. Er wurde dort von Heinrich Wolfer, dem Leiter der erbbiologischen Abteilung, einem radikalen Befürworter der NS-Euthanasie, begutachtet, als schizophren diagnostiziert und des Patienten „Sippe“ wurde von ihm als „erblich belastet“ eingestuft: Oskar Doppelreiters Schwestern war ebenfalls an Schizophrenie erkrankt. Seine Mutter war Alkoholikerin und im Delirium tremens gestorben, ein Großonkel in einer „bayrischen Irrenanstalt“ verstorben. Am 17. April 1941 wurde Oskar Doppelreiter – mit dem zweiten Transport aus Salzburg – in die Tötungsanstalt Hartheim deportiert und dort ermordet. Wolfer dekursierte nur den „Austritt“ des Patienten. |
|              | HIER WOHNTE MATHIAS EICHER JG. 1890 DEPORTIERT 21.4.1941 SCHLOSS HARTHEIM ERMORDET 1941                           | Burgfriedstraße 4 ·                                                                          | Mathias Eicher, geboren am 8. November 1890, stammte ursprünglich aus Gunskirchen in Oberösterreich, besuchte dort bis zum 12. Lebensjahr die Volksschule und absolvierte danach eine Lehre zum Brauer. Von 1912 bis 1918 war er in Militärdienst und Fronteinsatz. Er zog nach Hallein, heiratete 1921, arbeitete als Sicherheitswachmann, musste jedoch wegen Progressiver Paralyse bald den Dienst quittieren. Seine Erkrankung, eine Spätfolge unbehandelter oder nicht ausgeheilter Syphilis, äußerte sich in fortschreitender Demenz, Persönlichkeitsveränderung und Halluzinationen. Das Bezirksgericht Hallein bestellte seine Frau Franziska zum Vormund. Ab 1922 war er in Behandlung und Pflege in der Salzburger Landesheilanstalt für Geistes- und Gemütskranke, wo unter anderem eine Malariatherapie durchgeführt wurde. 1934 kam er ins Schloss Schernberg, wo die Barmherzigen Schwestern ein Heim für behinderte Menschen führten. Im August 1939 erfolgte die Rücktransferierung in die Salzburger Klinik, im Frühjahr 1940 in das Versorgungshaus Kuchl, wo er jedoch schon in der ersten Nacht aus dem Fenster zu springen versuchte. Nach weiteren zwei Monaten in der Salzburger Klinik wurde er wiederum nach Schloss Scherenberg verlegt. Am 19. April 1941 sollte er in die Tötungsanstalt Hartheim deportiert werden, kam jedoch schon beim Abtransport ums Leben. Insgesamt wurden über 120 Pfleglinge aus Schernberg abtransportiert und in Hartheim ermordet. |
|              | HIER WOHNTE GEORG FREISINGER JG. 1908 SPANIENKÄMPFER VERHAFTET 1937 CÓRDOBA HINGERICHTET 7.3.1938                 | Wiesengasse 1                                                                                | Georg Freisinger wurde am 18. Januar 1908 in Hallein geboren. Er war Maurer und ledig. Im Februar 1937 schloss er sich den Internationalen Brigaden im Spanischen Bürgerkrieg an. Er gehörte der sogenannten Dąbrowski-Brigade an (8. Baon). Bereits nach wenigen Wochen, am 13. April 1937, geriet er bei Pozoblanco in Gefangenschaft der Franquisten. Er wurde im Provinzgefängnis von Córdoba interniert. Im Oktober desselben Jahres wurde ihm seitens der Bezirkshauptmannschaft Hallein die österreichische Staatsbürgerschaft entzogen. Am 22. Januar 1938 verurteilte ihn das Kriegsgericht wegen Rebellion zum Tode. Georg Freisinger wurde am 7. März 1938 um Mitternacht von einem Franco-Peloton erschossen. Die Hinrichtung fand an der Mauer des Cementerio de Nuestra Señora de la Salud statt, einem Friedhof im Zentrum von Córdoba. |
|              | HIER WOHNTE ANTONIE FURTSCHEGGER JG. 1896 DEPORTIERT 18.4.1941 SCHLOSS HARTHEIM ERMORDET 1941                     | Salzburgerstraße 45 ·                                                                        | Antonie Furtschegger wurde am 31. März 1896 in Wien als Antonie Walzhofer geboren. Als Kind stürzte sie und fiel auf den Kopf. Aufgrund von Pterygium conjunctivae, Wucherungen der Hornhaut, musste sie an beiden Augen operiert werden. Ab dem 19. Lebensjahr kam es wiederholt zu Aufnahmen in die Nervenheilanstalten Am Spiegelgrund in Wien und Gugging in Niederösterreich. In den Krankengeschichten werden als Berufe Hausgehilfin und Schneiderin angegeben, als Religionsbekenntnis römisch-katholisch, als Körperbau „grazil“, weiters „mittelmäßig ernährt“. Als Diagnosen werden Epilepsie, Dämmerzustände und Dysphasie, Minderung der Sprechfähigkeit, vermerkt. Eine Zeit lang lebte sie im Asyl- und Werkhaus der Stadt Wien, einer Einrichtung für obdachlose Menschen. Im Jahr 1931 war sie einige Monate lang in Hamburg und arbeitete dort als Kellnerin auf einem Schiff, danach im selben Beruf in der Tschechoslowakei. 1931 starb ihre Tochter, deren Namen und Geburtsdatum unbekannt sind. Der Todesfall soll einen Rückfall verursacht haben. Im Jänner 1932 schien sie wieder als Patientin in Gugging auf und arbeitete dort in der Hauptküche. Zwei Monate später wurde sie „als geheilt“ entlassen. Im Jahr 1934 heiratete sie den Hilfsarbeiter Oskar Furtschegger aus Hallein und bezog mit ihm eine Wohnung im Haus Reichsstraße 5, heute Salzburgerstraße 45. Am 29. Mai 1937 wurde sie bewusstlos von der Rettung Werfen ins Krankenhaus St. Johann im Pongau eingeliefert, sie hatte einen Suizidversuch mit Veronal unternommen. Nach einem Tobsuchtsanfall am 6. Juni, bei dem sie Fensterscheiben eingeschlagen und das Netz des Gitterbetts zerbissen haben soll, wurde sie am nächsten Tag in die Salzburger Landesheilanstalt überstellt. Nach einer Zeit heftiger Stimmungsschwankungen stabilisierte sich ihr Zustand. Im September 1937 brachte sie ihr Mann wieder nach Hause, jedoch wurde sie nach wenigen Wochen wiederum eingewiesen. Sie soll Schnaps getrunken, geschimpft und mit Selbstmord gedroht haben. Es folgten zahlreiche Dauerbäder in lauwarmen Wasser, welche sie beruhigen sollen, sowie fallweise Isolation. Am 18. April 1941 wurde sie – gemeinsam mit weiteren 27 Patientinnen – in die Tötungsanstalt Hartheim deportiert. Ihre Krankengeschichte findet sich im Bundesarchiv Berlin. |
|              | HIER WOHNTE RUDOLF GRUBER JG. 1893 DEPORTIERT 26.8.1939 MAUTHAUSEN ERMORDET 5.6.1944                              | Dorrekstraße 26–28 ·                                                                         | Rudolf Gruber wurde am 15. November 1893 in Hallein geboren. Laut Meldezettel war er Lohnverrechnungsbeamter, ledig und römisch-katholisch. Er wohnte im Erdgeschoß des Hauses Dorrekstraße 26–28, welches damals die Nummer 428 trug. Er soll im September 1938 aus dem Gefängnis Garsten zurückgekehrt sein. Die Abmeldung erfolgte nach München. Am 26. August 1939 wurde er ins KZ Dachau verbracht und einen Monat später ins KZ Buchenwald überstellt. Das Projekt Stolpersteine Hallein schreibt über Grubers Tod: „Gestorben ist er „offiziell“ am 05.06.1944 im KZ Mauthausen. In Wahrheit wurde er im Rahmen der Aktion 14f13, einer Tarnbezeichnung für die medizinische Selektion und Tötung von KZ-Häftlingen, von Mauthausen in die Tötungsanstalt Schloss Hartheim bei Linz abtransportiert und dort vergast. Das genaue Todesdatum ist unbekannt.“ |
|              | HIER WOHNTE ERNST HALLINGER JG. 1907 DESERTIERT VERHAFTET 4.4.1944 WHRMACHTGEFÄNGNIS WIEN HINGERICHTET 25.10.1944 | Wiesengasse 5 ·                                                                              | Ernst Hallinger, geboren am 26. April 1907, war Tischlergehilfe in seinem Wohnort Hallein, sowie Funktionär der illegalen Kommunistischen Partei Österreichs. Er war als Obergefreiter bei der Flak-Ersatz-Abteilung 45 im Einsatz und kam Anfang 1944 zu seiner Familie auf Urlaub. Nachdem er seinem Vater Peter Hallinger erklärt hatte, dass er nicht mehr zum Kriegseinsatz zurückkehren werde, organisierte dieser ein Versteck in einer Bauhütte in Haslach bei Glasenbach. Die Familie versorgte ihn mit Lebensmitteln. Im April 1944 wurde das Versteck von einem Glasenbacher entdeckt und umgehend denunziert. Hallinger wurde am 4. April 1944 von der SS aufgespürt, verwundet und verhaftet. Er kam nach Salzburg in Haft, wurde am 26. Juni 1944 vom Gericht der Division Nr. 418 wegen Fahnenflucht zum Tode verurteilt und am 23. Oktober 1944 in das Wehrmachtsuntersuchungsgefängnis in Wien-Favoriten überstellt. Am 25. Oktober 1944 um 6.13 Uhr wurde er auf dem Militärschießplatz Kagran von einem Exekutionskommando erschossen. Luise Hallinger, seine Ehefrau, wurde wegen Begünstigung der Flucht ihres Mannes zu neun Monaten Zuchthaus verurteilt, sein Vater zu sieben Monaten. Die Ehefrau konnte schließlich von den Alliierten befreit werden, ebenso sein Bruder Albert, der seit November 1939 in Konzentrationslagern inhaftiert war. |
|              | HIER WOHNTE MARIA HUBER JG. 1901 DEPORTIERT AUSCHWITZ ERMORDET 8.10.1943                                          | Bürgerspitalplatz 4 ·                                                                        | Maria Huber wurde am 3. Februar 1901 in Wörgl geboren, als Tochter von Alois Huber und Franziska Huber geb. Linka. Sie arbeitete als Büroangestellte und wohnte zuletzt in der Bräuerstraße 14 in Hallein. Die Gründe für ihre Verhaftung und Deportation sind unbekannt. Laut Todesurkunde soll sie am 8. Oktober 1943 um 9.45 h in Auschwitz an einem „Lungenödem bei Pneumonie“ verstorben sein. Unterfertigt wurde die Todesurkunde vom Lagerarzt Werner Rohde, der von Mitte März 1943 bis Ende Juni 1944 im KZ Auschwitz-Birkenau tätig war. |
|              | HIER WOHNTE KARL HUTTER JG. 1895 „SCHUTZHAFT“ DACHAU DEPORTIERT 1939 MAUTHAUSEN ERMORDET 1.3.1940                 | Lindorfer Platz 6 Die Verlegung erfolgte, jedoch wurde danach die Messingplatte entfernt     | Karl Hutter wurde am 1. September 1895 in Woslau geboren. Er wohnte am Neuhauserplatz 26 in Hallein. Er wurde am 8. Juli 1939 im Konzentrationslagers Dachau mit der Häftlingsnummer 34551 als Neuzugang registriert. Als Haftgrund wurde „Polizeiliche Sicherungsverwahrung“ angegeben. Die Einweisung dieser Häftlinge erfolgte im Regelfall durch die Kriminalpolizei und lässt darauf schließen, dass er zumindest zwei Vorstrafen mit je mindestens sechs Monaten Haftstrafe hatte. Elf Wochen nach seiner Einlieferung in Dachau, am 27. September 1939, wurde er in das Konzentrationslager Mauthausen überstellt und dort am 1. März 1940 ermordet. |
|              | HIER WOHNTE ANNA KALTENBRUNNER JG. 1901 DEPORTIERT 21.5.1941 SCHLOSS HARTHEIM ERMORDET 1941                       | Wiesengasse 3 ·                                                                              | Anna Kaltenbrunner wurde am 28. April 1901 geboren. Sie war ledig und römisch-katholisch. Sie wurde am 21. Mai 1941 in die Tötungsanstalt Hartheim deportiert und dort ermordet. |
|              | HIER WOHNTE KARL KRIECHBAUMER JG. 1874 VERHAFTET 15.6.1938 MAUTHAUSEN ERMORDET 5.3.1939                           | Salzburgerstraße 45 ·                                                                        | Karl Kriechbaumer wurde am 22. April 1874 in Wels geboren. Der Meldezettel beinhaltet als Beruf „Armenhauspflegling“, als Familienstand verheiratet, als Religionsbekenntnis röm.-kath. Zuletzt wohnte er im Erdgeschoß des Hauses Reichsstraße 5d (heute: Salzburgerstraße 45). Karl Kriechbaumer wurde am 15. Juni 1938 verhaftet und ins Polizeigefangenenhaus Salzburg verbracht. Zwei Tage später wurde er ins KZ Dachau deportiert, im August desselben Jahres ins KZ Mauthausen. Dort ist er am 5. März 1939 verstorben. |
|              | HIER WOHNTE JOSEFINE LINDORFER JG. 1899 IM WIDERSTAND VERHAFTET APRIL 1942 AUSCHWITZ ERMORDET 18.11.1942          | Am Ausfergenufer 4 ·                                                                         | Josefine Lindorfer, geb. Murhammer, wurde am 2. Dezember 1899 in Hallein geboren. 1936 heiratete sie den Mühlviertler Schlosser Johann Lindorfer. Sie arbeitete in der Halleiner Zigarrenfabrik. 1942 wurde sie wegen einer Spende an die Rote Hilfe denunziert und ohne Verfahren direkt ins KZ Auschwitz deportiert, wo sie am 18. November 1942 verstarb. Als Todesursache wurde Lungenentzündung angegeben. Der Historiker Gert Kerschbaumer schreibt auf Stolpersteine Salzburg: „Die Kommunistin Josefine Lindorfer aus Hallein wurde […] nach Auschwitz deportiert und dort ermordet.“ In der Altstadt von Hallein ist ein Platz nach Lindorfer benannt, der Josefine-Lindorfer-Platz. Er befindet sich zwischen dem Pfleger- und dem Schifferplatz. |
|              | HIER WOHNTE EDMUND MOLNAR JG. 1923 VERHAFTET 14.8.1943 'WEHRKRAFTZERSETZUNG' BERLIN-TEGEL HINGERICHTET 26.5.1944  | Molnarplatz 14 ·                                                                             | Edmund Molnar wurde am 7. März 1923 in Hallein geboren. Sein Elternhaus war christlich-sozial geprägt. Molnar war von Beruf Schlosser und diente als Gefreiter der Panzerjäger-Ersatzabteilung 48 in Cilli in der Untersteiermark. Er führte im August 1943 mit einigen seiner Kameraden ein politisches Streitgespräche und ließ sich zu zwei unbedarften Aussagen über Adolf Hitler hinreißen. Er wurde denunziert, verhaftet und zuerst nach Graz, dann nach Berlin überstellt. Am 16. November 1943 wurde er wegen Wehrkraftzersetzung zum Tode verurteilt, obwohl er unbescholten war und sich stets einwandfrei geführt hatte. Die Aussagen, die zum Todesurteil führten: „die Mutter des Führers sei Jüdin gewesen und wenn er in einem Hotelzimmer ein Führerbild finde, werde es von ihm weggehängt.“ Molnar wurde am 26. Mai 1944 in Berlin-Tegel hingerichtet. Zu seinem Gedenken wurde der Carolinenplatz in der Altstadt von Hallein nach 1945 in Edmund-Molnar-Platz umbenannt. |
|              | HIER WOHNTE MARIA MOLTER JG. 1878 DEPORTIERT 20.5.1941 SCHLOSS HARTHEIM ERMORDET 1941                             | Bürgerspitalplatz ·                                                                          | Maria Molter wurde 1878 in Hallein geboren, war römisch-katholisch, Lehrerswitwe und wohnte am Bürgerspitalsplatz in Hallein. Am 21. Oktober 1938 kam sie zur Pflege in die Obhut katholischer Ordensschwestern im Schloss Schernberg bei Schwarzach. Im Eingangsbuch ist als Einweisungsgrund „Altersidiotie“ vermerkt. Als ihr Abtransport in die Tötungsanstalt Hartheim und der einer Reihe weiterer Patientinnen bevorstand, wehrte sich Oberin Anna Bertha Königsegg vehement dagegen. Königsegg gehörte der Genossenschaft der Töchter der christlichen Liebe vom hl. Vinzenz von Paul an, verbat ihren Schwestern die Mithilfe für den Abtransport und wandte sich an hohe NS-Führer: „Es ist nunmehr ein offenes Geheimnis, welches Los diese abtransportierten Kranken erwartet, denn nur zu oft langt kurz nach ihrer Überführung die Todesnachricht vieler derselben ein.“ Daraufhin wurde sie am 16. April 1941 zum zweiten Male verhaftet und die Nationalsozialisten versuchten, ihren Austritt aus dem Orden zu erzwingen. In ihrer Abwesenheit wurden – unter Protesten der verbliebenen Schwestern – insgesamt 123 Patientinnen in zwei Transporten von Schernberg nach Hartheim deportiert, darunter auch am 20. Mai 1941 Maria Molter. |
|              | HIER WOHNTE FERDINAND NUSSDORFER JG. 1909 DEPORTIERT 17.4.1941 SCHLOSS HARTHEIM ERMORDET 1941                     | Salzachtalstraße 52 nach Juli 2019 bei Straßenbauarbeiten entfernt, Neuverlegung ist geplant | Ferdinand Nussdorfer |
|              | HIER WOHNTE FRANZ PFÖSS JG. 1910 „SCHUTZHAFT“ SACHSENHAUSEN DEPORTIERT 1939 AUSCHWITZ ERMORDET 1945               | Dorrekstraße 19                                                                              | Franz Pföss wurde am 9. Dezember 1910 in Hallein geboren. Er war ledig und Hilfsarbeiter, später Eisenbieger. Er schloss sich dem Arbeiterturnverein der sozialdemokratischen Baugewerkschaft und ging im März 1937 als Mitglied der Internationalen Brigaden nach Spanien, um die dortige Republik gegen Franco und den Faschismus zu verteidigen. Er kehrte jedoch bereits Ende des Jahres nach Hallein zurück. Am, 25. September 1939 wurde Pföss von der Gestapo in München verhaftet, am 7. Dezember 1939 wurde er ins KZ Sachsenhausen überstellt. Seine Häftlingsnummern dort waren 5661 und 14842. Am 27. August 1940 wurde er ins KZ Auschwitz überstellt, wurde als politischer Häftling registriert und erhielt dort die Häftlingsnummer 3282. Er wurde als Kapo der Elektriker eingesetzt. Von 7. bis 10. März 1941 ist ein Aufenthalt im Bunker von Block 11 verzeichnet. Am 7. November 1944 wurde er zur SS-Sondereinheit Dirlewanger überstellt. Die SS rekrutierte – aufgrund der hohen Verluste und angesichts der drohenden Niederlage – in der Endphase von NS-Regime und Weltkrieg auch politische Häftlinge, die jedoch in großer Zahl versuchten zur Roten Armee überzulaufen und aufgrund dieser Versuche, wenn entdeckt, von der SS exekutiert wurden. Über das Schicksal von Franz Pföss und seine genauen Todesumstände ist nichts bekannt. Als Todestag ist der 8. Mai 1945 verzeichnet, der Tag der bedingungslosen Kapitulation der deutschen Wehrmacht. |
|              | HIER WOHNTE GERTRAUD PLÖTZELSBERGER JG. 1905 DEPORTIERT 21.4.1941 SCHLOSS HARTHEIM ERMORDET 1941                  | Schöndorferplatz 9 ·                                                                         | Gertraud Pötzelsberger wurde am 26. November 1907 in Hallein geboren. Sie wohnte am Schöndorferplatz 9 und wurde am 16. April 1941 nach Schloss Hartheim deportiert, eine Tötungsanstalt des NS-Regimes für psychisch kranke Menschen. Sie wurde dort ermordet. |
|              | HIER WOHNTE HANS PRAMER JG. 1882 VERHAFTET 22.2.1942 ZUCHTHAUS LANDSBERG AM LECH TOT 29.5.1943                    | Wiestal-Landesstraße 19 ·                                                                    | Hans Pramer wurde am 10. Oktober 1882 in St. Veit im Mühlkreis geboren und war von Beruf Eisenbahner. Schon in jungen Jahren schloss er sich der Sozialdemokratische Arbeiterpartei an und war aktives Mitglied der Sektion im Gasteinertal. Er übersiedelte nach Werfen und wurde dort 1917 Vertrauensmann der Lokalorganisation. Anschließend ging er nach Hallein, war auch hier viele Jahre lang SP-Funktionär in der Lokal- und Bezirksorganisation, Angehöriger des Republikanischen Schutzbundes und bis 1934 Obmann der Eisenbahnergewerkschaft im Bezirk Hallein. Nach Errichtung des totalitären Ständestaates und dem Verbot der Arbeiterpartei schloss sich Pramer der dann ebenfalls illegalen Gewerkschaftsbewegung und den Revolutionären Sozialisten an. Seine Widerstandstätigkeit setzte er nach der Annexion Österreichs fort. Am 22. Februar 1942 wurde er verhaftet und wegen Hochverrats vom Volksgerichtshof in Berlin zu zwei Jahren Gefängnis verurteilt. Er kam ins Zuchthaus Landsberg in Oberbayern, wo er am 29. Mai 1943 ums Leben gebracht wurde. Im April 1945 benannte die Stadt Hallein den Kornsteinplatz nach Hans Pramer. Da sich jedoch der historische Name des Platzes im Sprachgebrauch der Bevölkerung erhielt, entschied die Stadtgemeinde 1967 auf Rückbenennung des Kornsteinplatzes und widmete stattdessen den Bahnhofsvorplatz von Hallein dem Widerstandskämpfer. |
|              | HIER WOHNTE ANNA SAGL JG. 1908 DEPORTIERT 16.4.1941 SCHLOSS HARTHEIM ERMORDET 1941                                | Postgasse 2 ·                                                                                | Anna Sagl (geboren 1908) stammte aus Oberösterreich, die Familie übersiedelte nach Hallein. 1927 heiratete sie und brachte wenig später ihren Sohn Franz zur Welt. Ihr Mann kämpfte im Spanischen Bürgerkrieg und flüchtete 1934 vor dem Austrofaschismus in die Sowjetunion. Sagl wurde depressiv und kam in verschiedene psychiatrische Anstalten. 1940 diagnostizierte der NS-Arzt Heinrich Wolfer „erbliche Fallsucht“. Am 16. April 1941 wurde Anna Sagl in die Tötungsanstalt Hartheim deportiert und dort in der Gaskammer ermordet. |
|              | HIER WOHNTE KARL SCHIFFERER JG. 1909 „SCHUTZHAFT“ DACHAU DEPORTIERT 1940 BUCHENWALD ERMORDET 4.1.1941             | Metzgergasse 5                                                                               | Karl Schifferer, irrtümlich auch Carl Schieferer, wurde am 7. August 1909 in Hallein geboren. Er war Kupferschmied bzw. Spengler, römisch-katholisch und ledig. Dem Biographen Walter Reschreiter standen insgesamt nur drei Dokumente zur Verfügung, ein Meldeschein, das Eingangsbuch des Konzentrationslagers Dachau und die Todesmeldung. Hieraus ergab sich, dass er in der Griesgasse 272 (heute Metzgergasse 5) wohnhaft war und am 11. Oktober 1940 mit der Häftlingsnummer 20505 im KZ Dachau interniert wurde. Als Haftgrund wurde „Polizeiliche Sicherungsverwahrung“ angegeben. Die Einweisung dieser Häftlinge erfolgte im Regelfall durch die Kriminalpolizei und lässt darauf schließen, dass er zumindest zwei Vorstrafen mit je mindestens sechs Monaten Haftstrafe hatte. Zwei Monate nach seiner Einlieferung in Dachau wurde er in das Konzentrationslager Buchenwald überstellt, wo er am 4. Jänner 1941 verstarb. Offizielle Todesursache war „Herzschwäche im Kollaps“. |
|              | HIER WOHNTE KAROLINE SCHMEROLD JG. 1878 DEPORTIERT 16.4.1941 SCHLOSS HARTHEIM ERMORDET 1941                       | Pfarrgasse 6 ·                                                                               | Karoline Schmerold wurde am 17. April 1878 in Hallein geboren. Sie lebte im Armenhaus der Schulschwestern in der Pfarrgasse – als sogenannte „Armenversorgte“. Schmerold wurde mehrfach in die Landes-Heil- und Pflegeanstalt, die Salzburger Psychiatrie in Salzburg-Lehen eingeliefert. Im Oktober 1935 erfolgte eine neuerliche Einweisung. Im Aufnahmebuch wird ihr Familienstand als ledig angegeben, das Religionsbekenntnis als römisch-katholisch und die Diagnose als manisch-depressives Irresein. Ein Beruf ist nicht angegeben. Sie konnte die Klinik bis 16. April 1941 nicht mehr verlassen, dem Tag ihres Abtransportes in die Tötungsanstalt Hartheim nahe Linz. Der Transport erfolgte mit einem der berüchtigten grauen Busse der Gemeinnützigen Krankentransportgesellschaft, die im Dienste der T4-Aktion stand. Nach ihrer Ankunft musste sie sich entkleiden, wurde gemeinsam mit anderen Patientinnen in den sogenannten Duschraum, eine Gaskammer, eingesperrt und mittels farb-, geruch- und geschmacklosem, aber hochgiftigen Kohlenmonoxid langsam und qualvoll ermordet. |
|              | HIER WOHNTE HERBERT SCHMITTNER JG. 1940 DEPORTIERT 5.8.1943 AM SPIEGELGRUND ERMORDET 1943                         | Salzgasse 2 ·                                                                                | Herbert Schmittner wurde am 2. August 1940 in Meran geboren und bereits im Alter von drei Jahren vom Gaufürsorgeamt Hallein in die Wiener städtische Nervenklinik für Kinder eingewiesen. Das Kind wurde am 5. August 1943 aufgenommen, die später wegen mehrfachen Mordes verurteilte Ärztin Marianne Türk protokollierte: „Körperlich hochgradig unterentwickeltes, sehr blasses, rothaariges Kind […] es ist völlig teilnahmslos und der Kontakt, den man mit ihm herstellen kann, ist nicht nennenswert […] Kopfhaar fuchsrot, leicht gelockt, fein, mäßig, dicht glänzend. Augenbrauen und Wimpern ebenfalls rötlich […] Ohren schlecht modelliert.“ Am 20. August 1943 wurde eine „schwere Darmentzündung mit starken Durchfällen und Blutbeimischung“ konstatiert, am 27. August 1943 erfolgte die Meldung des Kindes an den Reichsausschuss in Berlin, was einem Todesurteil gleichkam: „Dauernde vollständige Pflegebedürftigkeit“. Am 6. September 1943 wurde Herbert Schmittner ermordet, im Brief an die Eltern hieß es, das Kind sei „unerwartet“ während der frühen Morgenstunden verstorben. |
|              | HIER WOHNTE GEORG SCHNÖLL JG. 1875 DEPORTIERT 21.4.1941 SCHLOSS HARTHEIM ERMORDET 1941                            | Khuenburggasse 1 ·                                                                           | Georg Schnöll, geboren 1875, stammte aus Oberalm, war römisch-katholisch und verheiratet. Er wurde am 21. April 1941 in die Tötungsanstalt Hartheim deportiert und dort ermordet. |
|              | HIER WOHNTE JOHANNA SCHNÖLL JG. 1887 DEPORTIERT 16.4.1941 SCHLOSS HARTHEIM ERMORDET 1941                          | Schöndorferplatz 10 ·                                                                        | Johanna Schnöll, Mädchenname unbekannt, wurde am 21. Jänner 1887 in Längenfeld in Tirol geboren, wo sie auch die Volksschule besuchte. Sie arbeitete als Dienstmädchen, heiratete 1907 Johann Schnöll und zog nach Hallein. Das Paar hatte sechs Kinder, von denen drei im Säuglingsalter bzw. als Kleinkinder verstarben. Im November 1930 verstarb auch ihr Ehemann nach schwerer Krankheit. Im Februar 1931 wurde sie erstmals in die Salzburger Heilanstalt für Geistes- und Gemütskranke aufgenommen. Begleitet wurde sie von ihrem Sohn Josef. Im Aufnahmegespräch berichtete sie von Schlaflosigkeit, Appetitlosigkeit, Freudlosigkeit und von Selbstmordgedanken. Die Diagnose lautet Melancholie. Sie erholte sich rasch und verließ die Anstalt gegen ärztlichen Rat nach einem Monat Aufenthalt. Sie gab an, sie müsse ihrer Tochter, die ein Kind erwartete, beistehen. Bereits Ende Mai 1931 ersuchte sie um erneute Aufnahme und erhielt diesmal die Diagnose Klimakterische Psychose. Sie verfiel zunehmend einem Versündigungswahn und verließ monatelang das Bett nicht mehr. Sie verlangte nach dem Dechanten von Hallein und flehte in einem Brief Therese von Konnersreuth an, für sie zu beten. Der Brief wurde mutmaßlich nie abgeschickt, da er sich in der Krankenakte befindet. Ab Februar 1933 hörte sie Stimmen, ab September 1933 sprach sie nicht mehr, wehrte sich gegen Pflege und schrie ohne Grund. Ab 1934 wurde sie mittels einer Sonde ernährt. Das Projekt Stolpersteine Hallein schreibt: „Johanna Schnöll scheint nicht mehr mit ihrer Umwelt zu kommunizieren.“ Der letzte Eintrag im Krankenakt stammt vom 17. Oktober 1940. Am 16. April 1941 wird sie in die Tötungsanstalt Hartheim überstellt und ermordet. |
| Bild folgt   | HIER WOHNTE RUDOLF SCHOBER JG. 1910 „SCHUTZHAFT“ FLOSSENBÜRG DEPORTIERT 1941 DACHAU ERMORDET 18.6.1943            | Wichtlhuberstraße 9                                                                          | Rudolf Schober wurde am 6. März 1910 in Traun bei Linz geboren, war laut Meldeschein auf Wanderschaft und meldete sich Anfang 1934 in Hallein an. Im Jahr 1939 wurde er wegen „Dienstpflichtverweigerung am Arbeitsplatz“ verhaftet und ins Gefangenenhaus Salzburg überstellt. Ende August 1940 ist im Melderegister von Hallein eine erneute Anmeldung Schobers vermerkt. Ein Jahr später wurde er ins KZ Flossenbürg verschleppt. Seine Häftlingsnummer dort lautete 2827. Das Projekt Stolpersteine Hallein führt seine Inhaftierung im KZ auf einen Erlass über die vorbeugende Verbrechensbekämpfung durch die Polizei des Innenministeriums zurück: „Damit wurde die Vorbeugehaft für sogenannte Berufs- oder Gewohnheitsverbrecher reichsweit vereinheitlicht und erweitert auf Personen, die durch ihr asoziales Verhalten die Allgemeinheit gefährden würden.“ Ende Oktober 1942 wurde er in das KZ Dachau überstellt, unter der Nr. 38289 registriert und musste den Schwarzen Winkel tragen, der für sogenannt Asoziale vergeben wurde. Im Eingangsbuch finden sich folgende Vermerke: „Stand: ledig, Kinder: 0, Religion: r.k., Beruf: Traktorenführer, Wohnort: Hallein, Wichtlhuberstraße 56.“ (Dieses Haus trägt heute die Hausnummer 9.) Als Todestag ist der 18. Juni 1943 vermerkt. |
| Bild folgt   | HIER WOHNTE KAJETAN SCHÖRGHOFER JG. 1905 „SCHUTZHAFT“ SACHSENHAUSEN DEPORTIERT 1942 MAJDANEK ERMORDET 1944        | Griestorgasse 1                                                                              | Kajetan Schörghofer wurde am 18. November 1906 in Hallein geboren. Laut Meldeschein aus dem Jahre 1932 war er katholisch, ledig und Chauffeur. Über sein Leben ist relativ wenig bekannt. Er soll versucht haben, Österreich in Richtung Spanien zu verlassen. Belegt ist, dass er am 10. März 1942 als sogenannter Schutzhäftling in das Konzentrationslager Sachsenhausen deportiert wurde. Er wurde als Politischer Häftling kategorisiert, seine Nummer lautete 41481, untergebracht wurde er im Block 53, R 5. Im Oktober 1942 wurde er mit einem Krankentransport ins KZ Dachau überstellt. Der Ankunftstag war der 11. Oktober 1942, seine Häftlingsnummer dort war 37447. Anfang 1944 wurde Kajetan Schörghofer nach Lublin in Ostpolen deportiert, ins KZ Majdanek. Dort bekam er die Häftlingsnummer 37447 und es wurden nach seiner Ankunft 30 Reichsmark aus seinem Besitz konfisziert. Er soll am 8. Mai 1944 in Majdanek ermordet worden sein, genau ein Jahr vor der bedingungslosen Kapitulation der deutschen Wehrmacht und dem Ende des NS-Regimes. |
|              | HIER WOHNTE ANTON SEILER JG. 1908 DEPORTIERT 16.9.1939 MAUTHAUSEN ERMORDET 15.12.1939                             | Schöndorferplatz 11 ·                                                                        | Anton Seiler wurde am 19. November 1908 in Hallein geboren. Er war Hilfsarbeiter und laut Meldezettel katholisch. Im Sommer 1932 bezog er einen Wohnplatz am Schanzplatz 3, im Juli 1934 wurde er abgemeldet. Als neuer Aufenthalt wurde im Melderegister vermerkt: Gefängnis Garsten. Fünf Jahre später war Anton Seiler wieder in Hallein und meldete sich am Schöndorferplatz 11 an, sein mutmaßlich letzter frei gewählter Wohnort. Wenige Tage nach seiner Ankunft wurde er – am 12. Juli 1939 – verhaftet und ins Polizeigefangenenhaus Salzburg verbracht. Am 16. September 1939 erfolgte die Überstellung ins KZ Dachau, am 27. September 1939 ins KZ Mauthausen. Im dortigen Totenbuch ist der 5. Dezember 1939 als Todestag Anton Seilers eingetragen. |
|              | HIER WOHNTE KARL STROBL JG. 1881 DEPORTIERT 17.4.1941 SCHLOSS HARTHEIM ERMORDET 1941                              | Wichtlhuberstraße 9 ·                                                                        | Karl Strobl wurde am 1. August 1881 geboren. Er besuchte die Volksschule Hallein und musste die erste und zweite Klasse wiederholen. Ab dem 14. Lebensjahr arbeitete er – zuerst in der Zigarrenfabrik Hallein, danach in der örtlichen Zellulosefabrik, später in der Saline. 1901 heiratete er eine Münchnerin namens Maria, die eine uneheliche Tochter namens Maria in die Ehe mitbrachte. Das Paar hatte vier gemeinsame Kinder: Karl, Ludwig, Hedwig und Hermine. Die Familie Strobl wohnte im Brandauerhaus in der Wichtlhuberstraße 56. 1932 wurde Karl Strobl pensioniert. Am 20. Mai 1934 wurde vom Amtsarzt Dr. Siegfried v. Angermayer die Überstellung Karl Strobls in eine „Anstalt“ befürwortet. Im Amtsärztlichen Zeugnis steht als Begründung, er leide unter Verfolgungswahn, habe seiner Frau vorgeworfen, ihn vergiften zu wollen und er wühle außerdem in den Misthaufen der Stadt herum. Nach Aufnahme in die Anstalt wird bei ihm nach eingehender Untersuchung eine Schizophrenie diagnostiziert – allerdings mit Fragezeichen. Karl Strobl bittet bereits im Rahmen der Erstuntersuchung um sofortige Entlassung und begründet dies damit, dass es seine Ehefrau mit der Treue nicht genau genommen habe und ihn dazu zwang, in einem Holzverschlag im Erdgeschoß zu nächtigen – wenn sie Herrenbesuch hatte. Dass die Ehe in den letzten Jahren „unharmonisch“ verlaufen sei, wäre auf das Verschulden seiner Frau zurückzuführen. Das Projekt Stolpersteine Hallein stellt fest: „Die Erklärungen für sein Verhalten wirken schlüssig.“ Und dass sie auch von seinem noch lebenden Enkel bestätigt worden seien. Dennoch wurde Karl Strobl nicht entlassen. In den folgenden sechs Jahren finden sich nur 17 sehr kurze Aktenvermerke, zumeist zu seinem Arbeitsort. „Hinweise auf eine psychische Erkrankung bzw. die Behandlung derer finden sich eigentlich nicht.“ Am 8. August 1940 erfolgte der letzte Eintrag der Klinik. Im Jahr 1941 wurde Karl Strobl in der Tötungsanstalt Hartheim ermordet. |
|              | HIER WOHNTE JOSEF TALAL JG. 1891 ABGESCHOBEN NACH WIEN DEPORTIERT 29.5.1941 SCHLOSS HARTHEIM ERMORDET 1941        | Moritzengasse 2 ·                                                                            | Josef Talal wurde am 13. Mai 1891 im bessarabischen Skullen geboren. Das Dorf heißt heute Skulyany und befindet sich auf moldawischen Staatsgebiet, direkt an der Grenze zu Rumänien, unweit der Universitätsstadt Iași. Er kam nach Hallein, heiratete Anna und betätigte sich als Kaufmann. Der Meldezettel trägt den Vermerk: „katholisch verheiratet“. Später wurde handschriftlich hinzugefügt, dass Josef Talal am 15. Dezember 1939 als Jude von seiner Familie getrennt und nach Wien abgeschoben wurde. Er kam über die sogenannte Heil- und Pflegeanstalt “Am Steinhof” in Wien schließlich in die Tötungsanstalt Hartheim nahe Linz, wo er ermordet wurde. Der Todestag ist unbekannt. Im Ausgangsbuch findet sich der Eintrag 29. Mai 1941. Im Bildarchiv SAGEN.at findet sich eine Aufnahme der Gemischtwarenhandlung und Tabak-Trafik Josef Talar, mit einem Paar vor dem Gebäude. Es besteht hohe Wahrscheinlichkeit, dass es sich hierbei um das Ehepaar Anna und Josef Talar handelt. |
|              | HIER WOHNTE FRIEDRICH TSCHUSI JG. 1877 DEPORTIERT 17.4.1941 SCHLOSS HARTHEIM ERMORDET 1941                        | Davisstraße 10                                                                               | Friedrich Tschusi-Schmidhofen wurde am 6. April 1877 in Adnet geboren. Er war der Sohn des Ornithologen Victor von Tschusi zu Schmidhoffen (1847–1924), der ab 1871 mit seiner Frau Natalie Kuhn von Kuhnenfeld am Tännenhof in der Nähe von Hallein lebte. Friedrich Tschusi-Schmidhofen hatte einen Bruder, Rudolf. Er besuchte die Volksschule in Hallein, anschließend ein Jahr lang das Stiftsgymnasium Seitenstetten in Niederösterreich. In der Folge absolvierte er drei Klassen Realschule und konnte in München die Realschulmatura bestehen. Er studierte zwei Semester lang Technik, danach wird als Beruf Eisenbahnbeamter angeführt. Am 19. Mai 1926 wurde er auf Ersuchen des Bezirksgerichtes Hallein wegen Verfolgungsideen in die Salzburger Landesheil- und Pflegeanstalt aufgenommen. Aus der im Bundesarchiv Berlin archivierten Krankengeschichte, von der nur zwei Seiten erhalten sind, geht hervor, dass er 173 cm groß war und 59 kg wog. Sein Ernährungszustand wurde als mittelmäßig bezeichnet. Der aufnehmende Arzt notierte, dass beim Patienten ein ganzer Komplex an Wahnideen bestünde, die Orientierung auf allen Gebieten intakt sei, jedoch keine Krankheitseinsicht vorhanden wäre. Als Diagnose wurde Paraphrenie vermerkt, eine leichte Form der Schizophrenie mit paranoiden Zügen. Friedrich Tschusi-Schmidhofen wird trotz seiner mehrfachen Bitten um Entlassung bis 17. April 1941 in der Anstalt festgehalten und an diesem Tag mit 82 anderen Patienten, alle Männer, in die Tötungsanstalt Hartheim deportiert. Er wurde schließlich im Rahmen der Aktion T4 vom NS-Regime ermordet. |
|              | HIER WOHNTE ANNA UNTERSALMBERGER JG. 1888 DEPORTIERT 18.4.1941 SCHLOSS HARTHEIM ERMORDET 1941                     | Kaltenhausen, Salzburgerstraße 14 ·                                                          | Anna Untersalmberger wurde am 7. Juli 1888 in Wels geboren, ihr Geburtsname ist unbekannt. Sie heiratete den Brauer Franz Untersalmberger, der aus dem Pinzgau stammte. Das Paar hatte zwei Töchter: Anna Zita (geb. 1918) und Aloisia (geb. 1918). Die Familie übersiedelte von Grieskirchen nach Hallein, als Franz Untersalmberger Arbeit in der Kaltenhausener Brauerei fand. Im August 1931 mieteten sie eine Wohnung in der Reichsstraße 3, heute Salzburger Straße 14. Anfang 1936 kam Anna Untersalmberger in die Salzburger Landesheil- und Pflegeanstalt, es wurde eine Progressive Paralyse diagnostiziert, ein bis zur Entdeckung des Penicillins häufiges Krankheitsbild in psychiatrischen Kliniken. Eine Krankengeschichte von Anna Untersalmberger ist nicht erhalten geblieben. Gesichert ist, dass sie am 18. April 1941 gemeinsam mit 27 weiteren Frauen in die Tötungsanstalt Hartheim nahe Linz deportiert wurde. |
|              | HIER WOHNTE ANNA WALDNER JG. 1908 DEPORTIERT 21.5.1941 SCHLOSS HARTHEIM ERMORDET 1941                             | Unterer Markt 2 ·                                                                            | Anna Waldner wurde am 19. Februar 1908 in Marburg geboren. Im Juni 1938 wurde sie mit der Diagnose Schizophrenie in der Landes Heil- und Pflegeanstalt Salzburg aufgenommen. Als Adresse ist Unterer Markt 2 in Hallein im Aufnahmebuch vermerkt, als Konfession katholisch, als Familienstand ledig. Weder in der Salzburger Klinik, noch im Berliner Bundesarchiv sind Krankenakten erhalten geblieben. Am 25. Mai 1941 wurde sie im Rahmen der Aktion T4, des Euthanasieprogramms der Nationalsozialisten, gemeinsam mit einer Reihe anderer Patientinnen in die Tötungsanstalt Hartheim bei Linz deportiert und dort vergast. |

### Puch bei Hallein
In der Gemeinde Puch bei Hallein wurde folgender Stolperstein verlegt:
| Stolperstein | Inschrift                                                                           | Verlegeort                  | Name, Leben            |
| ------------ | ----------------------------------------------------------------------------------- | --------------------------- | ---------------------- |
|              | HIER WOHNTE ANNA EBNER JG. 1907 DEPORTIERT 21.5.1941 SCHLOSS HARTHEIM ERMORDET 1941 | Golsweg 10 Puch bei Hallein | Anna Ebner (1907-1941) |

## Verlegedaten
Die Stolpersteine von Hallein wurden von Gunter Demnig persönlich an folgenden Tagen verlegt:
- 20. April 2013: Bad Dürrnberg; Hallein (Khuenburggasse 1, Molnarplatz 14, Postgasse 2, Salzgasse 2, Schöndorferplatz 7, 9 und 10, Wichtlhuberstraße 9, Wiesengasse 3)
- 3. Juli 2014: Hallein (Dorreckstraße 26–28, Pfarrgasse 6, Schöndorferplatz 11, Sulzeneggstraße 2, Unterer Markt 2, Wiestal-Landesstraße 19)
- 15. Juli 2015: Hallein (Am Ausfergenufer 4, Bürgerspitalplatz 4, Bürgerspitalplatz (Maria Molter), Burgfriedstraße 4, Captain-Edward-Partington-Straße 18, Griesmeisterstraße 20, Kaltenhausen, Salzburgerstraße 14, Moritzengasse 2, Salzburgerstraße 45, Wiesengasse 5)
- 3. Oktober 2022: Puch bei Hallein[58]

Neuverlegungen und Erneuerungen waren für den 20. August 2016 geplant, konnten jedoch, so die Website Stolpersteine Hallein, „durch eine Verkettung unglücklicher Umstände außerhalb unseres Einflussbereiches“ nicht stattfinden. Die Neuverlegungen wurden für den 25. November 2016 angekündigt, ebenso die Nachverlegungen am Schöndorferplatz und am Unteren Markt.

## Geplante Verlegungen
| Bild | Inschrift | Standort, Verlegung   | Leben |
| ---- | --- | --------------------- | --- |
|      | HIER WOHNTE FELIX BÜRZER JG. 1886 DEPORTIERT 1942 DACHAU ERMORDET 28.10.1942                                    | Ferchlstraße          | Felix Bürzer wurde am 17. November 1886 in Hallein geboren. Über sein Leben ist relativ wenig bekannt. Laut Meldeschein war er ledig, römisch-katholisch und Tischler. Als auffallend bezeichnet sein Biograph Walter Reschreiter die häufigen Ortswechsel und Reisen in den Jahren des Ersten Weltkrieges: „Meist war er nur wenige Wochen oder Tage in Hallein gemeldet.“ Zwischen 1918 und 22. Jänner 1924 besteht eine vollständige Lücke. 1924 fand er Unterkunft im Halleiner Armenhaus in der Spitalgasse, 1926 wurde er in das Pflegehaus Schloss Schernberg in Schwarzach im Pongau aufgenommen, welches von den Barmherzigen Schwestern vom heiligen Vinzenz von Paul seit Mitte des 19. Jahrhunderts für chronisch Kranke und Behinderte geführt wurde. Im Aufnahmebuch ist folgendes vermerkt: „Eintritt: 26. Mai 1926 – 12 Uhr Mittag, Name der Behörden und Personen, welche um Aufnahme ansuchten: Stadt Hallein, Name des Arztes, der das Parere ausstellte: Dr. Fröstl/Hallein, 21.5.1926, Name der Personen, die den Kranken überbrachten: Angestellter der Gemeinde Hallein, Diagnose: geistessiech, Austritt: entlaufen am 21.5.1931.“ Danach klafft wiederum eine Lücke von mehr als sechs Jahren. Ende 1937 kehrte Felix Bürzer in das Städtische Versorgungshaus in Hallein zurück und verblieb dort bis 29. April 1939. Abmeldung nach unbekannt. Die nächste bekannte Station ist der 8. August 1942, an welchem Bürzer vom Arbeitshaus Suben (Oberösterreich) in das KZ Dachau überstellt wurde. Dort erhielt er die Häftlingsnummer 33688 und musste den Schwarzen Winkel tragen, der für sogenannt Asoziale vergeben wurde. Mit diesem pejorativen Begriff wurde eine äußerst heterogene Gruppe von Menschen bezeichnet – laut Stolpersteine Hallein „Kleinkriminelle ebenso wie Suchtkranke, Obdachlose und Nichtsesshafte, Prostituierte und Bettler, Unterhaltsverweigerer, sogenannte pflichtvergessene Mütter, Menschen, denen man querulatorische Neigungen zuschrieb, Alkoholiker, Roma und Sinti, sogenannte asoziale Offentuberkulöse, sexuell Freizügige und viele andere.“ Die Einstufung eines Menschen als asozial sei im Grunde mehr oder weniger beliebig gewesen. Die NS-Eugenik führte zur unbeschränkten Inhaftierung und zur Ausbeutung von deren Arbeitskräften vor allem in der Rüstungsindustrie, schließlich zur physischen Liquidation. Felix Bürzer verstarb am 28. Oktober 1942. |
|      | HIER WOHNTE JOHANNA PRÄHAUSER JG. 1875 „SCHUTZHAFT“ DACHAU DEPORTIERT 21.04.1941 SCHLOSS HARTHEIM ERMORDET 1941 | derzeit nicht bekannt | Johanna Prähauser wurde am 24. Mai 1875 in Hallein geboren. Sie war ledig, römisch-katholisch und arbeitete als Magd. Über ihr Leben ist relativ wenig bekannt. Am 8. Februar 1937 wurde sie – von der Salzburger Landesheilanstalt – nach Schloss Schernberg bei Schwarzach überstellt. Schernberg war damals ein Pflegehaus für psychisch beeinträchtigte Menschen. Prähauser wurde mit den Diagnosen Schizophrenie und Demenz überstellt. Zitat aus einem Ausstellungstext zur NS-Euthanasie des Landes Salzburg: „… In den frühen Morgenstunden des 21.4.1941 kam die Gestapo mit vielen Helfern und Helferinnen. Beim Ankleiden und Abtransport der Patienten spielten sich erschütternde Szenen ab, Widerspenstige wurden niedergespritzt. Nach einer Liste wurden 74 Frauen und 41 Männer ausgesucht. Die Gehfähigen trieb man den Berg hinunter, die anderen wurden in kleine Autos gesteckt; denn die großen, schwarz verhängten Autobusse waren den steilen Weg zum Schloss nicht hinaufgekommen und warteten in Schwarzach …“ Prähauser zählte zu den mehr als hundert Insassinnen, die gewaltsam am 21. April 1941 abtransportiert und anschließend in der Tötungsanstalt Schloss Hartheim ermordet wurden. Die Ermordungen erfolgten unter ärztlicher Aufsicht in Gaskammern, als Duschräume getarnt, mit dem farb-, geruch- und geschmacklosen giftigen Gas Kohlenmonoxid. |
|      | HIER WOHNTE FRANZ ZILLNER JG. 1891 DEPORTIERT 1940 DACHAU ERMORDET 25.2.1941                                    | Salzburgerstraße      | Franz Zillner wurde am 24. Mai 1891 in Hallein geboren. In einem Urteil des Landesgerichtes Salzburg vom 4. Jänner 1940 findet sich folgende biografische Angaben: „Franz Zillner kam als Sohn eines Salinenarbeiters in Hallein zur Welt und besuchte dort die Volksschule. Sein Vater starb in jungen Jahren. Bis zu seinem 11. Lebensjahr wurde er von der Mutter erzogen, aber dann von dieser verstossen. Von da an lebte er Jahre hindurch bei verschiedenen Bauern und verdiente sich als Hilfsarbeiter sein Brot. Er arbeitete auch einmal kurz als Kellnerlehrling, hatte aber nie festen Wohnsitz, sondern zog von einem Ort zum anderen. Aus dieser unsteten Zeit stammen seine vielen Vorstrafen. Erst nach seiner Verehelichung sei er, wie er angibt, ein anderer Mensch geworden. Er habe sich seit dem Jahre 1931 von jeder Straftat ferngehalten. Bis zum Jahre 1928 sei er Sozialdemokrat gewesen, habe sich aber seither politisch überhaupt nicht betätigt und habe auch gar kein Verständnis für Politik. Er habe gegen die heutige Regierung nichts einzuwenden. Sein ältester Sohn sei der H.J. und die beiden jüngeren dem Jungvolk beigetreten. Er habe sich in der Verbotszeit auch für manchen SA-Mann eingesetzt …“ Am 17. November 1940 wurde Zillner ins Konzentrationslager Dachau eingeliefert und als Schutzhäftling mit der Häftlingsnummer 19189 registriert. Weiters wurde vermerkt: „Familienstand: verheiratet, Religion: r.k. Beruf: Kellner, Geburtsort: Hallein, Salzig.“ Zillner hatte drei Kinder. Grund für seine Überstellung nach Dachau könnte auch im Urteil des Sondergerichtesliegen, welches ihn wegen Vergehens gegen §2, Zl. 1 des Heimtückegesetzes und wegen § 134a RStG zu sechs Monaten Gefängnis verurteilt hatte. In der Begründung ist vermerkt: „Am 2.9.1939 befand sich der Beschuldigte im Gastgarten der Brauerei Kaltenhausen, stänkerte die dort anwesenden Soldaten an und bezeichnete sie als Systemschergen und Hungerleider. Als Unteroffizier Johann Maierhofer ihn aus dem Gastgarten entfernen wollte, schimpfte er weiter und sagte: Von euch Systemschergen vom jetzigen Regime lasse ich mir überhaupt nichts gefallen, ihr könnt mich alle am Arsch lecken. […] In der Äußerung ist nicht nur eine öffentliche Beschimpfung der Deutschen Wehrmacht zu erblicken, bei der die Beschimpfungen so allgemein gehalten waren, dass daraus hervorgeht, dass der Angeschuldigte. die anwesenden Soldaten als Repräsentanten der ganzen Wehrmacht im Auge hatte, sondern auch eine öffentliche gehässige und hetzerische Auslassung über leitende Persönlichkeiten des Staates und ihrer Anordnungen und die von ihnen geschaffenen Einrichtungen zu erblicken, die geeignet ist, das Vertrauen des Volkes zur politischen Führung zu untergraben, denn es wird darin die Behauptung aufgestellt, dass das jetzige Regime, also die deutsche Regierung, Soldaten als Schergen verwende. Unter Schergen sind aber solche obrigkeitliche Organe zu verstehen, welche zu ungerechten Unterdrückung der Bevölkerung verwendet werden.“ Zillner ist am 25. Februar 1941 in Dachau zu Tode gekommen. |